# ديف ميدلتون
ديف ميدلتون (بالإنجليزية: Dave Middleton)‏ هو لاعب كرة قدم أمريكية أمريكي، ولد في 23 نوفمبر 1933 في برمنغهام في الولايات المتحدة، وتوفي في 29 ديسمبر 2007 في آن آربر في الولايات المتحدة.

## وصلات خارجية
- ديف ميدلتون على موقع مرجع كرة القدم المحترفة.كوم (الإنجليزية)